# Рудня Почта
Ру́дня По́чта (укр. Рудня Пошта) — село в Житомирском районе Житомирской области Украины.
Код КОАТУУ — 1822081503. Население по переписи 2001 года составляет 194 человека. Почтовый индекс — 12424. Телефонный код — 412. Занимает площадь 1,359 км².
До 2010 года называлось Рудня-Почта (укр. Рудня-Пошта, через дефис). Уточнено (переименовано) решением Житомирского областного совета от 18 марта 2010 года № 1062 «О внесении изменений в административно-территориальное устройство Житомирской области». Верховной радой уточнение пока не утверждено.
Через село проходит автодорога Н-03.

## Адрес местного совета
12424, Житомирская обл., Житомирский р-н, с. Высокая Печь, ул. Чудновская, 1